# Spézet
Spézet (tiếng Breton: Speied) là một xã của tỉnh Finistère, thuộc vùng Bretagne, miền tây bắc Pháp.

## Dân số
Người dân ở Spézet được gọi là Spézetois.

## Points of interest
- Jardin botanique des Montagnes Noires